# Charens
 Charens  là một xã thuộc tỉnh Drôme trong vùng Auvergne-Rhône-Alpes đông nam nước Pháp. Xã Charens nằm ở khu vực có độ cao từ 644-1551 mét trên mực nước biển.